# FN Five-seveN
Five-seveN je samonabíjecí pistole a vyrábí ji Fabrique Nationale de Herstal v Belgii. Název zbraně odkazuje k ráži náboje 5,7 mm a současně k samotnému výrobci (velká písmena FN na začátku a na konci).
Náboje typu 5.7x28mm byly původně vytvořeny FN na začátku roku 1990 pro použití v Osobní obranné zbrani FN P90. Pistole Five-seveN byla vytvořena na konci devadesátých let jako boční odnož vývoje používající stejný náboj. Od zavedení byla komerčně nabízena v několika různých modelech. Nejnověji jako Five-SeveN USG.
Do roku 2009 byly tyto pistole v provozu u více než 300 policejních složek ve Spojených státech.
Vlastnosti této zbraně ji činí stále oblíbenější pro použití u speciálních jednotek, u kterých se dá počítat s tím, že budou zasahovat proti zločincům v neprůstřelné vestě.

## Vývoj
Náboj pro pistole Five-seveN – 5.7x28mm byl původně navržen pro FN P90 osobní obrannou zbraň v roce 1990. První náboj typu 5.7x28mm, tzv. SS90, byl představen na konci osmdesátých let. Tento náboj byl ještě vylepšen a představen v roce 1994 jako 5.7x28mm SS190.
SS190 používá těžší (31grainů) a o 2,7 mm kratší střelu. Menší délka střely umožnila pohodlnější použití v pistoli Five-seveN vyvíjené v té době.
Po zavedení náboje SS190 byla představena pouze dvojčinná (DAO) varianta pistole Five-seveN v roce 1995. S několika vylepšeními se začala vyrábět v roce 1998. Jednočinná (SA) varianta nazvaná Five-seveN Tactical byla představena krátce poté.
V roce 2004 se začala vyrábět varianta IOM, zahrnující několik změn designu zbraně. Tyto změny zahrnovaly přidání lišty pro příslušenství (MIL-STD-1913), zásobníkové pojistky a plně stavitelných mířidel.
Další vývoj vedl k zavedení varianty Five-seveN USG, která zahrnuje vedle dalších změn také změnu na konvenční tvar lučíku a instalaci oboustranného ovládání záchytu zásobníku. Toto je jediný model Five-seveN, který je v současnosti nabízen (předchozí varianty se již nevyrábí). Model USG je také nabízen v dalších barvách rámu – FDE (Flat Dark Earth) a ODG (Olive Drab Green). Od roku 2009 je Five-seveN USG nabízena alternativně s pevnými mířidly.

## Konstrukce
Five-seveN je samonabíjecí pistole standardní velikosti s polouzamčeným závěrem. Na jeho konstrukci jsou hojně užity polymery a dokonce i ocelový závěr je zalit do polymeru. 122mm dlouhá hlaveň je kovaná a má chromovaný vývrt. Pistole je velice lehká – váží pouhých 617g prázdná a 744g nabitá.
Současná varianta USG má jednočinnou spoušť s odporem od 4,4 do 6,6 liber. Má lištu pro příslušenství (Mil-STD-1913) a zásobníkovou pojistku, která zabraňuje výstřelu ze zbraně bez vloženého zásobníku. Povrch rukojeti je zdrsněný a lučík je protáhlý pro usnadnění střelby v rukavicích. Pistole je v současné době nabízena s plně nastavitelnými mířidly nebo s pevnými mířidly a je nabízena kromě standardní černé barvy rámu i barvách FDE (Flat Dark Earth) a ODG (Olive Drab Green).